# جورج باتاكي
جورج إلمر باتاكي (بالإنجليزية: George Pataki) (ولد في 24 يونيو 1945) هو محامي وسياسي أمريكي والمحافظ 53 لولاية نيويورك من العام 1995 حتى 2006 وعضو في الحزب الجمهوري.

## روابط خارجية
- جورج باتاكي على موقع IMDb (الإنجليزية)
- جورج باتاكي على موقع الموسوعة البريطانية (الإنجليزية)
- جورج باتاكي على موقع روتن توميتوز (الإنجليزية)
- جورج باتاكي على موقع إن إن دي بي (الإنجليزية)
- جورج باتاكي على موقع قاعدة بيانات الفيلم (الإنجليزية)